# Manenschaap
Het manenschaap of tedal (Ammotragus lervia) is een Noord-Afrikaans hoefdier uit de onderfamilie der bokken (Caprinae). Het is de enige soort uit het geslacht Ammotragus. Zijn nauwste verwant is de Arabische thargeit (Arabitragus jayakari).

## Beschrijving
Het manenschaap is een stevig hoefdier met vrij korte poten. Hij heeft een lang gezicht met vrij kleine, slanke, puntige oren. De vacht is zandkleurig tot roodbruin van kleur, met een ietwat lichter gekleurde onderzijde. 's Winters is de vacht wollig. De zomervacht is dunner. De kin is wit van kleur. Een rij korte manen loopt over de nek, langere manen bevinden zich aan de wangen, de keel, de onderhals, de voorpoten en de borst. De staart is lang, plat en onbehaard aan de onderzijde. De geribbelde, naar achteren wijzende hoorns zijn breed en kunnen een lengte bereiken van zo'n 75 centimeter. Ze zijn bij het mannetje breder en langer dan bij het vrouwtje.
Het manenschaap wordt 130 tot 165 centimeter lang. De staart wordt 15 tot 25 centimeter lang. De ram wordt veel groter dan de ooi, met langere, dikkere manen. Ooien bereiken een lichaamsgewicht van 40 tot 55 kilogram en een schofthoogte van 75 tot 90 centimeter, rammen een kop-romplengte van 155 tot 165 centimeter, een gewicht van 100 tot 140 kilogram en een schofthoogte van 90 tot 100 centimeter.

## Verspreiding en leefgebied
Het manenschaap komt oorspronkelijk in Noord-Afrika voor, van Mauritanië tot West-Soedan en de Sinaï. De soort is uitgezet op de Canarische Eilanden en in Spanje en de Amerikaanse staten Texas, New Mexico en Californië in 1950. Het manenschaap heeft een voorkeur voor droge rotsachtige streken als gebergten, valleien en hoogvlakten in en langs de Sahara. Het is een uitstekende klimmer.

## Gedrag

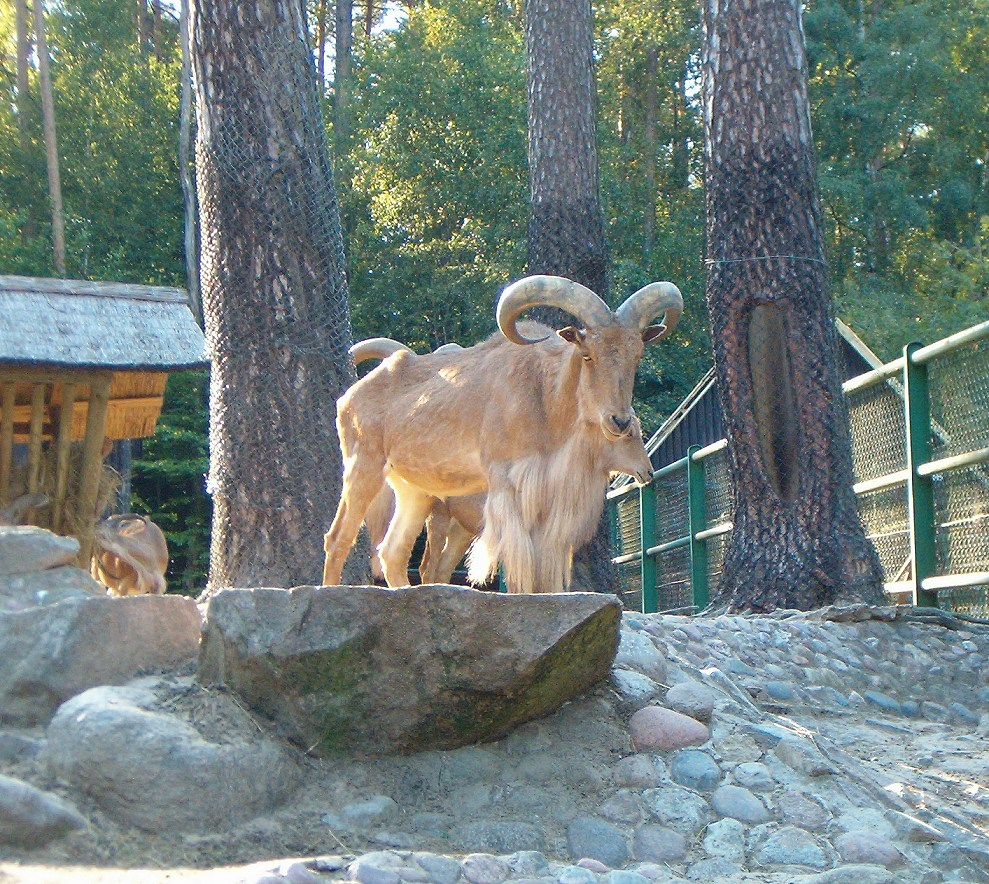
Manenschapen in de dierentuin van Gdansk

Het manenschaap leeft in kleine familiekudden. Een kudde bestaat uit één volwassen ram, enkele ooien en hun lammeren. Een volwassen ooi is de leider, die de richting van de groep bepaalt. Volwassen rammen bepalen tijdens het paarseizoen door middel van kopstoten wie zich mag aansluiten bij een kudde en het recht om te paren krijgt. De lange manen dienen hierbij om te intimideren. In de droge zomermaanden voegen verscheidene kudden zich samen tot grotere groepen van wel dertig dieren. Oudere rammen leven voornamelijk solitair.
Overdag rusten ze in de schaduw van overhangende rotsen, grotten of bomen. 's Nachts en in de schemering gaan ze op zoek naar voedsel in de dalen of op open vlakten. De manenschapen leven van droog gras, twijgen, bladeren en korstmos, in de korte regenperiode eten ze ook grassen en kruiden. Het manenschaap kan langere tijd zonder water, en haalt veel vocht uit zijn voedsel of uit de dauw die daarop achterblijft. Als er echter een waterbron in de buurt is, zal het dier daar dagelijks van drinken.

## Voortplanting
Tussen september en november, tijdens het regenseizoen, vindt de bronsttijd plaats. Na een draagtijd van 150 tot 165 dagen worden één tot drie jongen geboren tussen maart en mei. Tweelingen komen regelmatig voor. Het vrouwtje zondert zich af van de rest van de kudde om te kunnen werpen. De lammeren blijven enkele dagen verscholen tussen de rotsen, alhoewel ze een paar uur na de geboorte al in staat zijn om hun moeder te volgen op steile rotshellingen. Na enkele dagen sluiten ze zich weer aan bij de kudde. De zoogtijd duurt zo'n zes maanden. Ooien zijn na achttien maanden geslachtsrijp.
Het manenschaap kan tot 24 jaar oud in gevangenschap worden. De belangrijkste predatoren zijn het luipaard en de caracal.

## Bescherming
Door intensieve jacht voor het vlees, de huid en het haar en concurrentie met vee loopt het aantal snel achteruit. De IUCN beschouwt de soort dan ook als kwetsbaar. Alhoewel de soort in zijn oorspronkelijke leefgebied meer en meer achteruitgaat, gaat het juist zeer goed in de Verenigde Staten en Spanje, waar de soort is ingevoerd.

## Ondersoorten
Er worden zes ondersoorten onderscheiden.
- Ammotragus lervia lervia (Marokko, Tunesië en Algerije)
- Ammotragus lervia fasini (Hamra-plateau, Libië)
- Ammotragus lervia ornata (Egypte, ten oosten van de Nijl)
- Ammotragus lervia sahariensis (Ahaggar-Tassili massief)
- Ammotragus lervia angusi (Noordwest-Mali tot Tibesti)
- Ammotragus lervia blainei (Darfoer en het grensgebied tussen Libië en Egypte)

A.l. ornata werd lange tijd als uitgestorven beschouwd, maar onderzoek heeft uitgewezen dat deze ondersoort nog aanwezig is in enkele dierentuinen en in het wild.